# Feres (clade)
Les feres (Ferae) són un clade de mamífers, compost dels ordres Carnivora (amb més de 200 espècies arreu del món) i Pholidota (vuit espècies de pangolins a l'Àfrica tropical i Àsia. Els pangolins no s'assemblen gaire als carnívors (llops, gats, foques…) i es creia que eren els parents més propers dels xenartres (armadillos, peresosos…). Tanmateix, estudis genètics recents en revelaren l'estreta relació amb els carnívors. Ferae també inclou els creodonts, uns mamífers primitius semblants als carnívors. Alguns ordres extints, relacionats amb Pholidota, també formen part de Ferae. A vegades, aquests ordres es fusionen amb Pholidota per formar l'ordre Cimolesta.
Els parents més propers de Ferae són els perissodàctils (cavalls, tapirs i rinoceronts) i els artiodàctils.